# Єлизавета Гессенська (1539—1582)
Єлизавета Гессенська (нім. Elisabeth von Hessen), відома як Чорна Ельза (нім. die schwarze Else); 13 лютого 1539 — 14 березня 1582) — аристократка XVI століття з Гессенського дому, донька ландграфа Гессену Філіпа I та саксонської принцеси Крістіни, дружина курфюрста Пфальцу Людвіга VI.

## Біографія
Народилась 13 лютого 1539 року в Касселі. Була сьомою дитиною та четвертою донькою в родині ландграфа Гессену Філіпа I та його першої офіційної дружини Крістіни Саксонської. Мала старших сестер Агнесу, Анну та Барбару й братів Вільгельма та Людвіга. Ще один брат помер немовлям до її народження. Згодом сімейство поповнилося трьома молодшими дітьми.
Філіп I у 1547 році в ході Шмалькальденської війни потрапив у полон та кілька років перебував в ув'язненні в Іспанських Нідерландах. Матір і старший брат взяли на себе керування ландграфством. Крістіна пішла з життя навесні 1549 року. Єлизаветі на той час було 10 років. Її вихованням надалі займалася, в основному, тітка Єлизавета Саксонська. У 1552 році батько повернувся з полону.
У 21 років Єлизавета була видана заміж за спадкоємного принца Курпфальцу Людвіга Зіммернського, який був її однолітком. Вінчання відбулося 8 липня 1560 року в Марбурзі. Наречений був освіченою людиною, добре знав історію, володів латиною та французькою мовою, збирав бібліотеку та цікавився мистецтвом. Був відомий своєю добротою, а також слабким здоров'ям. Перший час після весілля він обіймав посаду губернатора Гайдельбергу, а у 1563 році став губернатором Верхнього Пфальцу, після чого пара оселилася в Амберзі. Подружжя мало дванадцятеро дітей

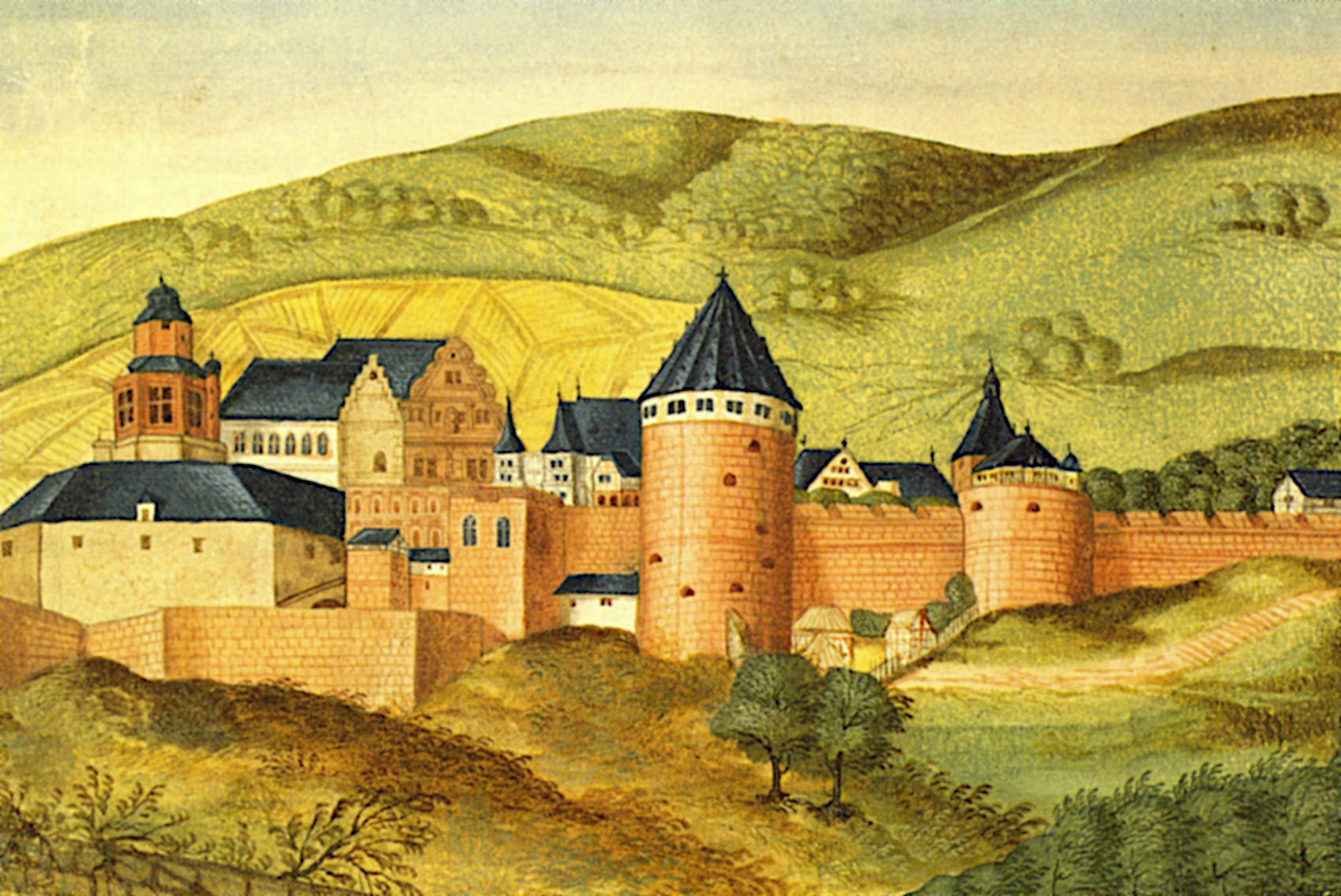
Гайдельберзький замок

Єлизавету змальовували як енергійну жінку, яка підтримувала чоловіка у протидії батькові-курфюрсту щодо релігійних питань.
Після смерті Фрідріха III Людвіг став курфюрстом Пфальцу, а сама вона — курфюрстіною-консортом. Менш, ніж за місяць, народила найменшу доньку, після чого пара оселилася у Гайдельберзі в місцевому замку. Під впливом дружини курфюрст відновив лютеранство як державну релігію.
У своєму заповіті Людвіг VI, який регулярно хворів, на випадок своєї смерті вказав опікунами сина, окрім Єлизавети, маркграфа Бранденбург-Ансбаху Георга Фрідріха, герцога Вюртембергу Людвіга та ландграфа Гессен-Марбургу. Незважаючи на це, на посаду адміністратора Пфальцу також претендував його брат Йоганн Казимир. Курфюрстіна та інші призначені опікуни безуспішно оскаржували зазіхання родича в Імперському камеральному суді. Йоганна Казимира підтримував навіть брат Єлизавети, Вільгельм, який побоювався її сильного лютеранського впливу на пфальцьку політику. 
Від 1580 року курфюрстіна приймала лікувальні процедури в соляних ваннах Оффенау через свою подагру. Померла 14 березня 1582 у віці 43 років. Була похована 1 квітня 1582 року у церкві Святого Духа у Гайдельберзі.
У липні 1583 року її удівець узяв другий шлюб із Анною Східно-Фрісландською, однак за чотири місяці сам пішов з життя.

## Родина

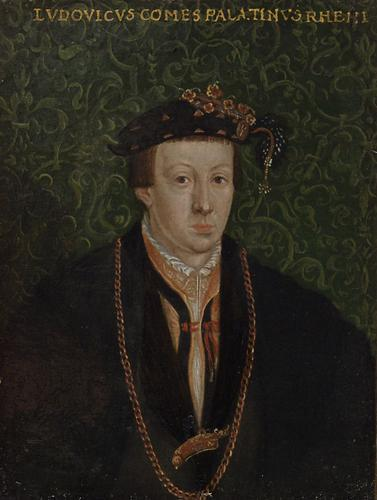
Портрет Людвіга VI, XVI століття, Музей історії мистецтв

Чоловік — Людвіг VI (курфюрст Пфальцу)
Діти:
- Анна Марія (1561—1589) — дружина герцога Седермландського Карла, мала шестеро дітей, з яких вижила єдина донька;
- Єлизавета (15 червня—2 листопада 1562) — прожила 4 місяці;
- Доротея Єлизавета (12 січня—7 березня 1565) — прожила 2 місяці;
- Доротея (1566—1568) — прожила півтора роки;
- Фрідріх Філіп (1567—1568) — прожив 1 рік;
- Йоганн Фрідріх (17 лютого—20 березня 1569) — прожив 1 місяць;
- Людвіг (1570—1571) — прожив 2 місяці;
- Катерина (1572—1586) — одружена не була, дітей не мала;
- Крістіна (1573—1619) — одружена не була, дітей не мала;
- Фрідріх (1574—1610) — курфюрст Пфальцу у 1583—1610 роках, був одружений із Луїзою Юліаною Оранською, мав восьмеро дітей;
- Філіп (4 травня—9 серпня 1575) — прожив 3 місяці;
- Єлизавета (1576—1577) — прожила 4 місяці.